# گرنت وال
گرنت وال (به انگلیسی: Grant Wahl؛ ۲ دسامبر ۱۹۷۴ – ۱۰ دسامبر ۲۰۲۲) روزنامه‌نگاری ورزشی اهل ایالات متحده آمریکا بود. وی بین سال‌های ۱۹۹۶ تا ۲۰۲۲ میلادی فعالیت می‌کرد.
وی همچنین برندهٔ جوایزی همچون پیشاهنگی عقاب (پسران پیشاهنگ آمریکا) شده‌است.